# Gloire de Frédéric

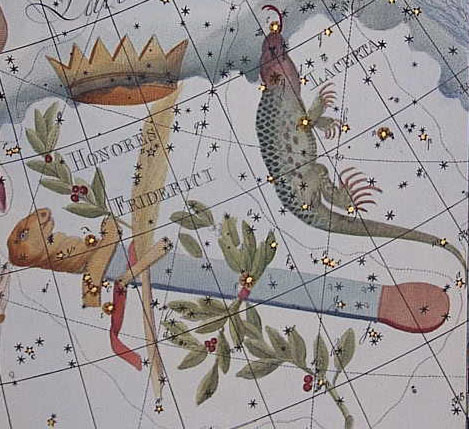
Carte de la Gloire de Frédéric

La Gloire de Frédéric (en latin : Frederici Honores ou Honores Friderici ou Gloria Frederici) était une constellation créée par Johann Elert Bode en 1787 en l'honneur de Frédéric le Grand, le roi de Prusse décédé l'année précédente. Elle était située dans une région comprise entre les constellations de Céphée, d'Andromède, de Cassiopée et du Cygne. Elle est devenue obsolète.